# Campanula macrostachya
Campanula macrostachya är en klockväxtart som beskrevs av Franz de Paula Adam von Waldstein-Wartemberg, Pál Kitaibel och Carl Ludwig von Willdenow. Campanula macrostachya ingår i släktet blåklockor, och familjen klockväxter. Inga underarter finns listade i Catalogue of Life.